# Alice n' Chains Demo 2
Alice n' Chains Demo 2 é a segunda demo da banda de glam rock, Alice n' Chains. Gravado em 1987 no Treehouse Studio e produzido por PC Ring.

## Faixas
1. "Sealed With A Kiss"
2. "Ya Yeah Ya"
3. "Glamorous Girls"
4. "Don't Be Satisfied"
5. "Hush Hush"
6. "Football"

## Créditos

### Banda
- Layne Staley - vocal
- Nick Pollock - guitarra
- Johnny Bacolas - baixo
- James Bergstrom - bateria

### Técnicos de Produção
- Produtores: PC Ring e Alice n' Chains
- Engenharia de som: Jeff Meyers e PC Ring

### Instalações
- Gravado e mixado no Treehouse Studio